# أوليف توماس
أوليف توماس (بالإنجليزية: Olive Thomas) هي عارضة وكاتبة سيناريو وممثلة أمريكية، ولدت في 20 أكتوبر 1894 في الولايات المتحدة، وتوفيت في 10 سبتمبر 1920 في فرنسا.

## وصلات خارجية
- أوليف توماس على موقع IMDb (الإنجليزية)
- أوليف توماس على موقع تيرنر كلاسيك موفيز (الإنجليزية)
- أوليف توماس على موقع أول موفي (الإنجليزية)
- أوليف توماس على موقع قاعدة بيانات برودواي على الإنترنت (الإنجليزية)
- أوليف توماس على موقع قاعدة بيانات الأفلام السويدية (السويدية)
- أوليف توماس على موقع قاعدة بيانات الفيلم (الإنجليزية)